# St. Katharinen (Darlingerode)

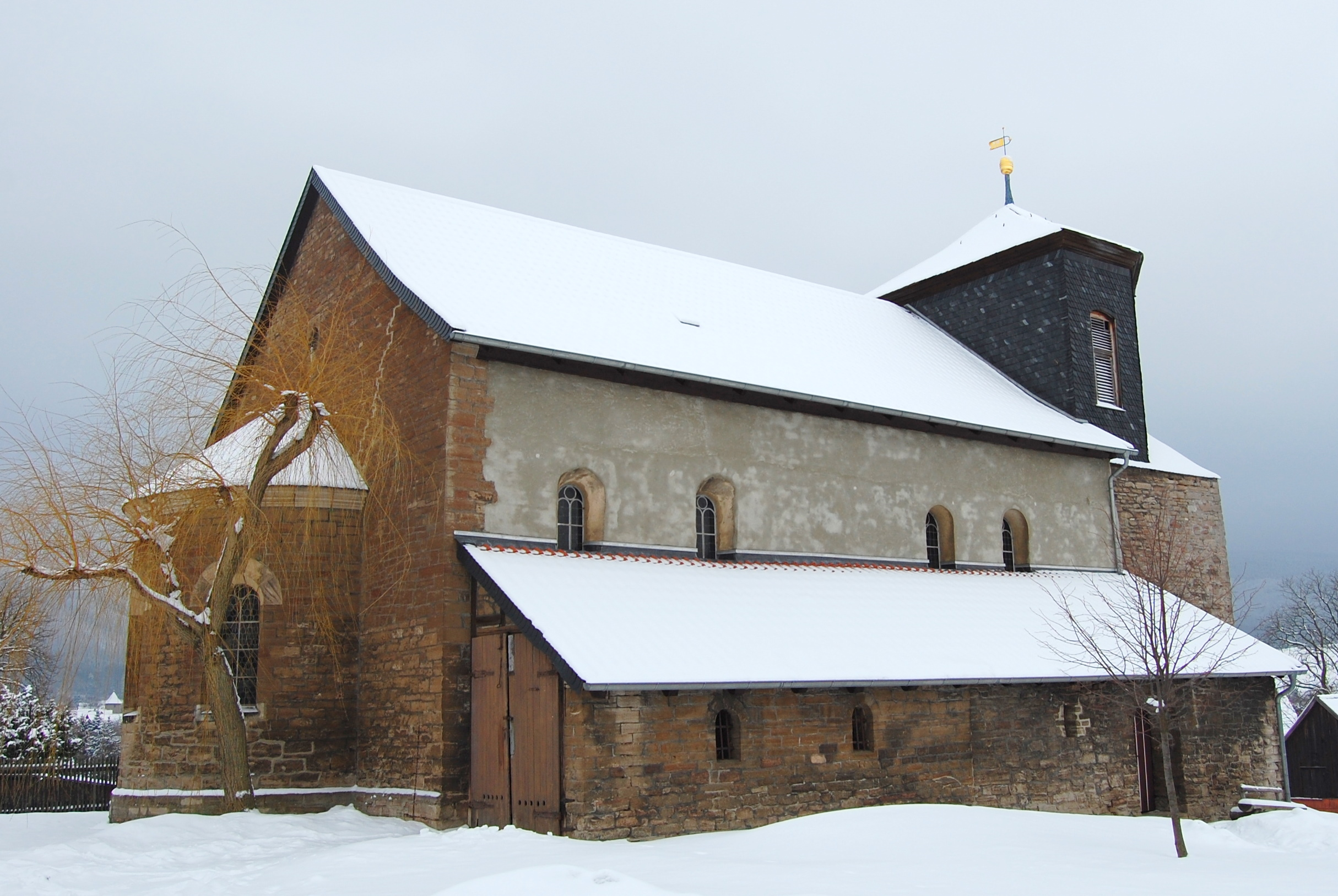
St. Katharinen

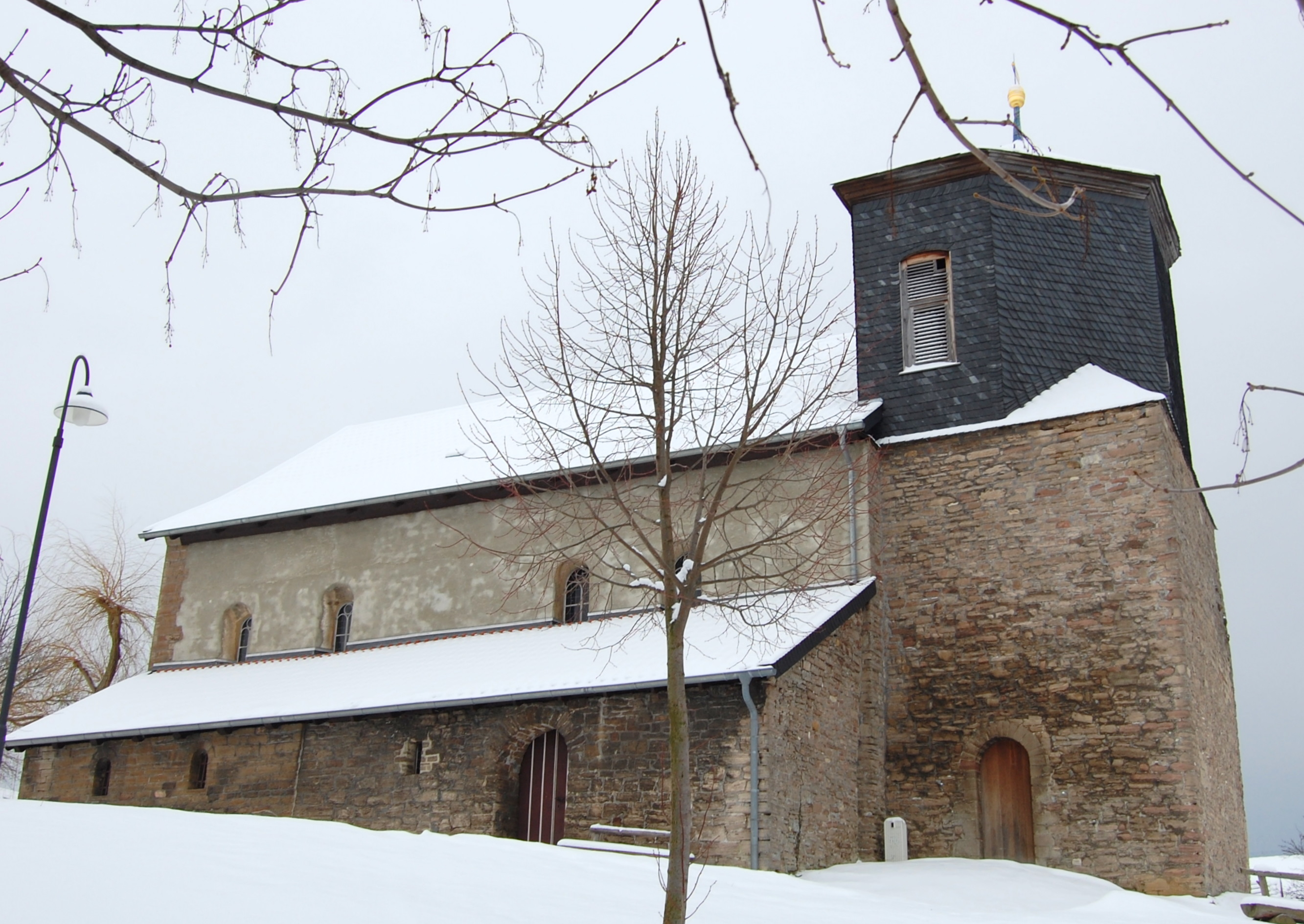
Blick von Nordwesten

Die St. Katharinen ist die evangelische Kirche des zur Stadt Ilsenburg und dem Ilsenburger Ortsteil Darlingerode gehörenden Dorfes Altenrode in Sachsen-Anhalt.

## Architektur
Die verputzte aus Bruchsteinen errichtete Kirche geht vermutlich bis auf das 12. Jahrhundert zurück. Aus der Zeit der Romanik stammen die unteren Wandteile des Kirchenschiffs und insbesondere vier verhältnismäßig hoch eingefügte Fenster an der nördlichen Seite des Schiffs. Die oberen Teile der Mauern wurden in späteren Zeiten erneuert. Nördlich dem Kirchenschiff vorgelagert befindet sich ein mit einem Pultdach versehener Anbau. In dessen östlichem Teil befinden sich Reste der alten Sakristei, westlich eine Eingangshalle. Westlich des Kirchenschiffs befindet sich ein Kirchturm, dessen auf quadratischem Grundriss stehender Unterbau jedoch nur die Höhe des Schiffs erreicht und ein ungewöhnlich geformtes, sechseckiges Glockengeschoss jüngeren Datums trägt. Der Turmaufbau ist mit Schiefer verkleidet. An der Ostseite des Kirchenschiffs befindet sich eine halbrunde Apsis, die erst im Jahr 1876 entstand.

## Innengestaltung
Das Kircheninnere wird von einer flachen von schlanken Holzstützen getragenen hölzernen Decke überspannt. Die aus dem Jahr 1594 stammende Empore erstreckt sich über drei Seiten und springt an der Westseite kastenartig vor. Die polygonale hölzerne Kanzel wird auf die Zeit Anfang des 17. Jahrhunderts datiert und ist mit Reliefs der vier Evangelisten verziert. Orgel und Brüstung entstanden in der ersten Hälfte des 19. Jahrhunderts.
In der Kirche befindet sich ein kleiner dreiflügliger geschnitzter Schrein, der etwa um 1500 in einer lokalen Werkstatt entstand. In ihm sind vier Apostel dargestellt. Auf dem linken Flügel findet sich eine Darstellung der Heiligen Georg und Antonius. Der rechte Flügel zeigt Bilder von Anna selbdritt und einem Bischof.
Der Fußboden der Kirche enthält unterschiedlich große Platten aus Rogenstein, die mit Gips ausgegossen sind, so dass ein mosaikartiges Erscheinungsbild entsteht. Ein Burgbelag findet sich rechter Hand im Vorraum. Linker Hand besteht eine Hochpflasterung aus Rogenstein. Beides könnte auf die Zeit des 13. Jahrhunderts zurückgehen. Die beiden Glocken stammen aus dem 13. Jahrhundert (kleine) und 1965 (große). 